# گراتزیانو بینی
گراتزیانو بینی (انگلیسی: Graziano Bini؛ زادهٔ ۷ ژانویهٔ ۱۹۵۵) بازیکن فوتبال اهل ایتالیا است.
از باشگاه‌هایی که در آن بازی کرده‌است می‌توان به باشگاه فوتبال جنوآ، باشگاه فوتبال اینتر میلان، و باشگاه فوتبال کرمونزه اشاره کرد.